# Melvin Flynt – Da Hustler
| Críticas profissionais | Críticas profissionais |
| Avaliações da crítica  | Avaliações da crítica  |
| Fonte                  | Avaliação              |
| ---------------------- | ---------------------- |
| Allmusic               | [ 1 ]                  |

Melvin Flynt – Da Hustler é o segundo álbum solo do rapper Noreaga, lançado no dia 24 de Agosto de 1999.

## Track listing
| N.º | Título                                                                       | Produtor(es) | Duração |  |
| 1.  | "Hospital/Funeral Intro"                                                     |              | 2:14    |  |
| 2.  | "Sometimes" (featuring Maze)                                                 | EZ Elpee     | 3:31    |  |
| 3.  | "Gangstas Watch"                                                             | SPK          | 4:04    |  |
| 4.  | "Da Hustla" (featuring Maze & Musolini)                                      | Trackmasters | 3:32    |  |
| 5.  | "Cocaine Business (Hysteria)" (featuring Kelis)                              | The Neptunes | 4:15    |  |
| 6.  | "The Pigeon (Skit)"                                                          |              | 1:06    |  |
| 7.  | "Blood Money Pt. 3"                                                          | EZ Elpee     | 3:49    |  |
| 8.  | "Wethuggedout" (featuring Missy Elliott)                                     | Swizz Beatz  | 4:54    |  |
| 9.  | "Going Legit" (featuring Animal Thug)                                        | SPK          | 5:56    |  |
| 10. | "Real or Fake Niggas" (featuring Final Chapter)                              | Shuga Bear   | 3:35    |  |
| 11. | "What the Fuck Is Up?" (featuring Scarlet O' Harlem)                         | Trackmasters | 3:48    |  |
| 12. | "First Day Home"                                                             | SPK          | 4:05    |  |
| 13. | "Da Tunnel (Skit)"                                                           |              | 0:58    |  |
| 14. | "Hold Me Down" (featuring Final Chapter & Troy Outlaw)                       | SPK          | 4:43    |  |
| 15. | "If U Want It"                                                               | SPK          | 4:22    |  |
| 16. | "Oh No"                                                                      | The Neptunes | 4:40    |  |
| 17. | "Play That Shit" (featuring Lil Wayne, Juvenile, Musalini Maze & Goldfingaz) | Mannie Fresh | 3:39    |  |
| 18. | "Flagrant Cops"                                                              | SPK          | 4:29    |  |
| 19. | "Animal Thug Goes Hollywood"                                                 |              | 2:04    |  |

## Posições nas paradas musicais
| Ano  | Álbum                     | Posição       | Posição                | Posição             |
| Ano  | Álbum                     | Billboard 200 | Top R&B/Hip Hop Albums | Top Canadian Albums |
| 1999 | Melvin Flynt – Da Hustler | #9            | #3                     | #20                 |